# Aldo Poy
Aldo Poy (28 de julho de 1945) é um ex-futebolista argentino que competiu na Copa do Mundo FIFA de 1974.